# Parque nacional Darién
El Parque Nacional Darién situado en la provincia de Darién, Panamá. Está, aproximadamente, a 325 kilómetros de la ciudad de Panamá, y es el más extenso de todos los  Parques Nacionales de Panamá, con 5790 km² y es uno de los sitios del Patrimonio de la Humanidad más importantes de Centroamérica.
Fue declarado en 1981 como Patrimonio de la Humanidad y en 1983 como Reserva de Biosfera. Sus especies más comunes son el guacamayo, el loro,  el tapir y el águila arpía, el Ave Nacional de Panamá. Este parque es valorado por su imppportante patrimonio genético, la belleza de su paisaje escarpado y su selva. Para llegar al parque los visitantes, por lo general, volarán hasta El Real, la ciudad más cercana al parque.
El Parque Nacional Darién, creado en 1980, tiene un superficie aproximada de 560.000 ha que cuenta con casi 33.6% de la superficie total de la provincia de Darién; El Parque Nacional Darién es el más grande de todos los Parques Nacionales de Panamá y la segunda área protegida más grande de Centroamérica y el Caribe.
El Parque Nacional Darién fue declarado por la UNESCO en 1981 como  Sitio del Patrimonio Mundial y en 1982 se lo reconoció como Reserva de la Biosfera.
El Parque Nacional Darién está ubicado en la Provincia de Darién, limita con la frontera de Colombia, a unos 325 km de la Ciudad de Panamá.
Las principales especies que habitan el Parque son el águila arpía (ave nacional del país), el loro, el guacamayo, el jaguar, el capibara (el roedor más grande del mundo), el perro salvaje, reptiles, entre otros.
Existen en esta zona del país bosques premontanos y montanos, bosques nubosos y bosques enanos, así como también grandes manglares. El Darién es una zona muy húmeda y lluviosa.
El resumen el área de la reserva contiene una gran variedad de ecosistemas y biodiversidad.